# Mike Hermans
Mike Hermans (Antwerpen, 25 maart 1971), ook bekend onder het pseudoniem Maaik, is een Belgisch cartoonist, 2D-animator, illustrator en architect.

## Biografie
Mike Hermans is opgegroeid op de Antwerpse linkeroever. Hij ging vanaf zijn zesde tot en met de middelbare school naar het "Sint-Thomas College" en studeerde er Latijn en wiskunde. Na de middelbare school studeerde hij architectuur aan de Universiteit Antwerpen en studeerde hierin af in 1997. Aan het begin van zijn tweede jaar architectuur begon hij te werken bij een architectenbureau en richtte hij ook zijn eigen creatieve bureau op. Net na zijn afstuderen als architect en tijdens zijn stage, begon hij te werken als cartoonist voor verschillende Belgische kranten en tijdschriften, onder meer Het Nieuwsblad, Het Volk, De Gentenaar, Gazet Van Antwerpen en De Standaard.

### Strips
Van 2003 tot 2004 verscheen zijn gagstrip Gebroken Veer gedurende twee jaar dagelijks in de kranten Het Nieuwsblad, Het Volk en De Gentenaar. Hij werd vervolgens door editor Jay Kennedy van King Feature Syndicate in New York gevraagd als scenarist voor de indianenstrips Redeye en Tumbleweeds, maar dit wees hij af omdat hij liever zijn eigen strips tekent. Hierop kreeg hij een contract van zes maanden voor zijn strip “arch.” over het leven van de architect Archibald. In deze cartoons toont hij de worsteling die architect Archibald maakt om zijn ontwerpen gerealiseerd te krijgen. Het karakter Archibald was overigens al eerder ontwikkeld en speelde bijvoorbeeld een rol in een door Hermans in 2005 uitgebracht boek over architectuur in Vlaamse steden.
De Archibald-strips werden wereldwijd gepubliceerd in bouw- en architectuurmedia in meer dan tien talen. Vervolgens gaf hij in totaal zes collectieboeken uit in eigen beheer in het Nederlands en Engels. Eén collectieboek is uitgegeven in de Verenigde Staten door de architectuuruitgeverij The Greenway Group. Sinds 2015 worden de arch. collectieboeken in diverse talen uitgegeven door de Duitse uitgeverij van architectuurboeken DOM Publishers.

#### Collectieboeken
- arch.Maaik 1 - Eerste voorontwerp (2005)
- arch.Maaik 2 - Tweede voorontwerp (2005)
- arch.Maaik 3 - Derde voorontwerp (2006)
- arch.Maaik 4 - Vierde voorontwerp (2008)
- arch.Maaik 5 - Vijfde voorontwerp (2009)
- The Life of an Architect … and what he leaves behind (2015)

### Animatieserie
Vanaf 2019 legde Mike Hermans zich toe op 2D-animatie met als ultieme doel een eigen Vlaamse satirische animatieshow à la South Park/The Simpsons te ontwikkelen rond zijn satirisch concept Truman Trash, een aan lager wal geraakte riooljournalist. Als gagstrip verscheen het eerder in 't Periodiekske en De Passant in 2018. Als animatie was het te zien op de website van P-Magazine en werd het uitgezonden op MENT TV in 2020.